# Hauteroda

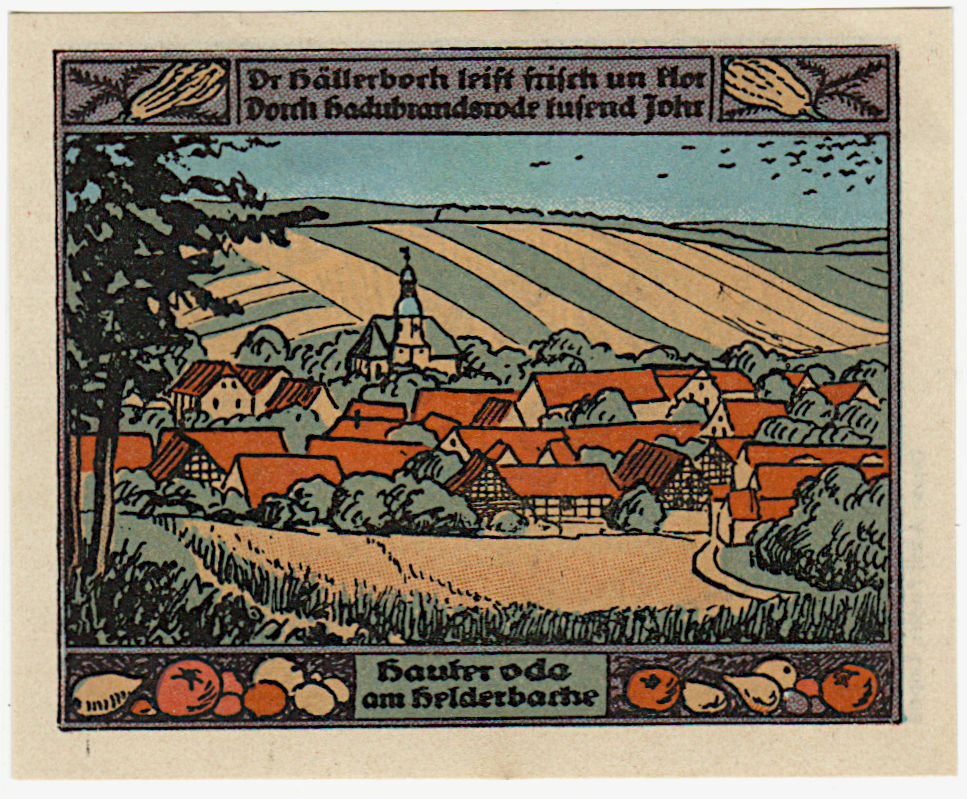
Hauteroda auf einem Notgeldschein aus Oberheldrungen von 1921.

Hauteroda ist ein Ortsteil der Stadt und Landgemeinde An der Schmücke im thüringischen Kyffhäuserkreis.

## Lage
Hauteroda liegt am östlichsten Zipfel der auslaufenden Goldenen Aue. Finne, Schmücke und Hohe Schrecke sind die bestimmenden Höhen der Gegend und beeinflussen die Landschaft maßgeblich. Die Kreisstraße 517 erschließt das Randgebiet verkehrsmäßig.

## Geschichte
Die drei Kilometer nordöstlich von Hauterode westlich des Teufelgrundes auf dem Rücken der Schrecke liegende Teufelsburg war wohl mit eine der ersten Ansiedlungen des Umlandes. 1909 fand man dort Steingeräte aus der Jungsteinzeit. Metallische Hinterlassenschaften stammen sicher aus dem Mittelalter.
Den 7. März 1362 weist W. Kahl als urkundliche Ersterwähnung nach.
Hauteroda wurde am 25. April 1448 erstmals in einem Lehnregister von Fürst Wilhelm III. (Sachsen) urkundlich erwähnt. 1553 verpfändeten die Grafen Hans Georg und Hans Albrecht von Mansfeld das seit 1567 zum Amt Heldrungen gehörige Dorf Hauteroda für 2000 Taler drei Jahre an Ewaldt von Baumbach d. Ä. auf Burg Tannenberg. 1701 wurde der evangelische Theologe Johann Andreas Siepius in Hauteroda geboren.
Am 1. Januar 2019 schlossen sich die Gemeinden Hauteroda, Bretleben, Gorsleben, Heldrungen, Hemleben und Oldisleben zur neuen Stadt und Landgemeinde An der Schmücke zusammen. Die Gemeinde Hauteroda gehörte der Verwaltungsgemeinschaft An der Schmücke an. Zur Gemeinde Hauteroda gehörten der Ort Hauteroda sowie der Ortsteil Lundershausen.

### Einwohnerentwicklung
Entwicklung der Einwohnerzahl seit 1994 (31. Dezember):
| - 1994: 644 - 1995: 632 - 1996: 636 - 1997: 642 - 1998: 653 - 1999: 644 | - 2000: 639 - 2001: 629 - 2002: 641 - 2003: 629 - 2004: 611 - 2005: 609 | - 2006: 608 - 2007: 609 - 2008: 599 - 2009: 580 - 2010: 558 - 2011: 549 | - 2012: 535 - 2013: 525 - 2014: 536 - 2015: 512 - 2016: 497 - 2017: 501 | - 2018: 487 |

Datenquelle: Thüringer Landesamt für Statistik

## Sehenswürdigkeiten

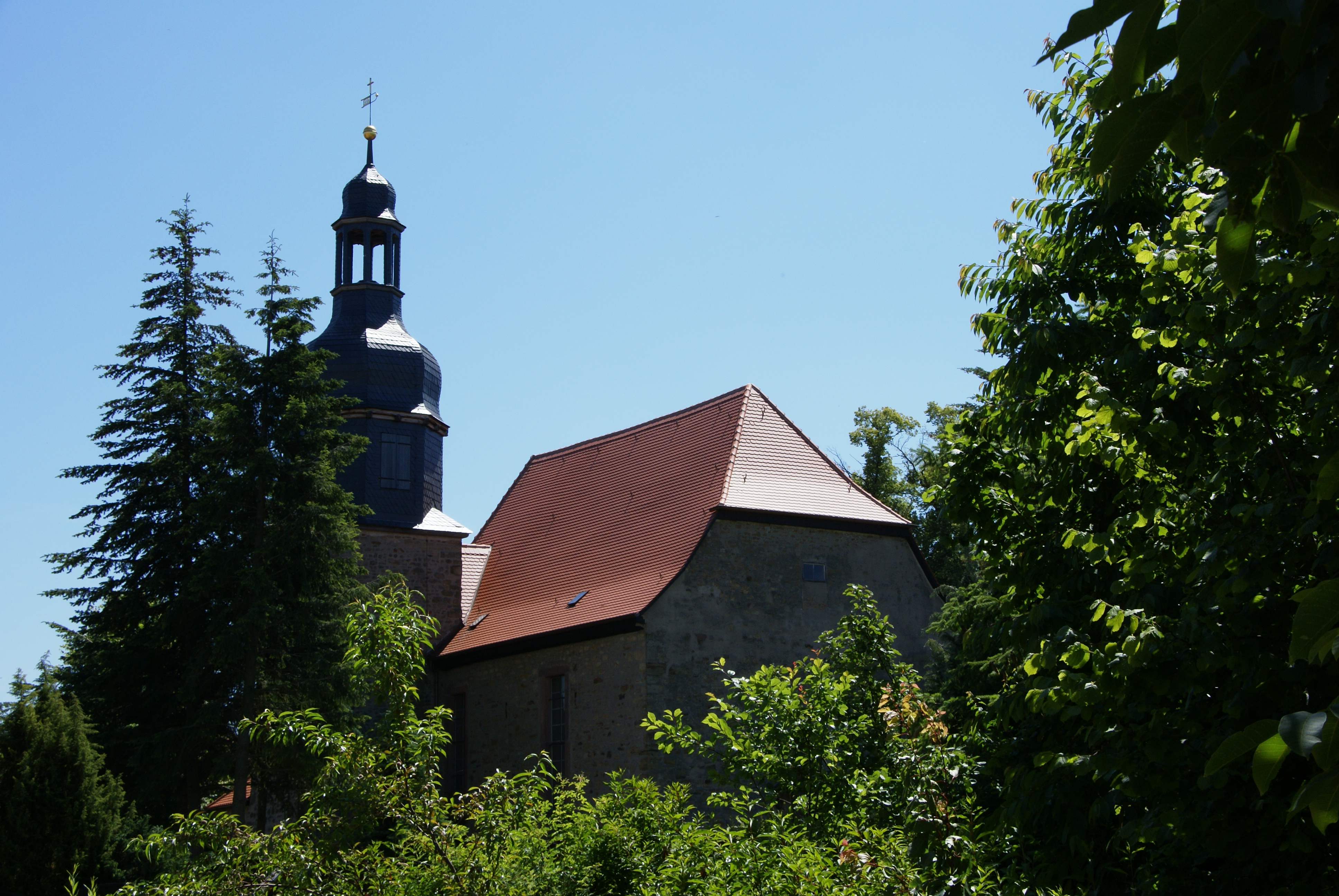
Dorfkirche

- Eine gut erhaltene Holländermühle ohne Flügel am Fuße der Schrecke.
- Die in den Jahren 1708 bis 1709 erbaute Kirche St. Martini (Hauteroda).

## Wirtschaft

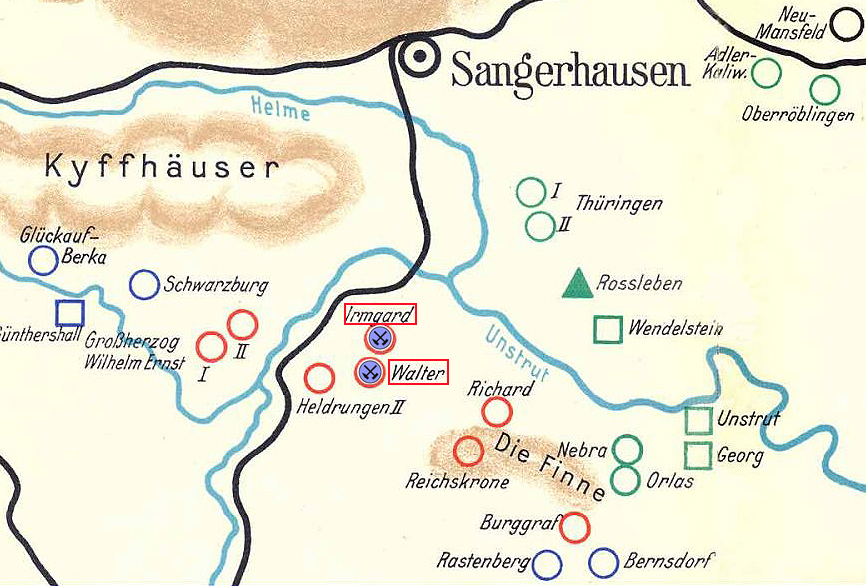
Lage der stillgelegten Schächte

Einst waren die inzwischen stillgelegten Kaliwerke Gewerkschaft Walter und Kaliwerk Gewerkschaft Irmgard die größten Arbeitgeber am Ort. Das stillgelegte Kalibergwerk Gewerkschaft Irmgard liegt etwa 1,6 km nordöstlich von Hauteroda (vergleiche nebenstehenden Lageplan). Nur etwa 225 m Luftlinie vom Schacht Irmgard entfernt liegt Schacht Walter der gleichnamigen Gewerkschaft. Beide Gewerkschaften bauten am Südrand der Hohen Schrecke eine flachwellige, zumeist aus konglomeratischem Carnallitgestein bestehende Kalilagerstätte ab. Beide Schachtanlagen waren miteinander durchschlägig.
Heute ist die Markus-Gemeinschaft, eine „Camphill-Initiative für Mensch und Umwelt“, einer der größeren Arbeitgeber am Ort.

## Persönlichkeiten
- Oskar Jünger (1862–1945), Militärkapellmeister, geboren in Hauteroda